# Domitilla la Jeune
Pour les articles homonymes, voir Flavia Domitilla (homonymie) et Flavie.
Flavia Domitilla la Jeune (en latin Flavia Domitilla Minor), souvent appelée tout simplement Domitilla, née vers 45, morte avant 69, est la fille du futur empereur romain Vespasien et de Domitilla l'Aînée.

## Biographie
Elle était ainsi la sœur des futurs empereurs Titus et Domitien. À 15 ans, elle fut mariée à un général de rang élevé au service de son père, qui, selon Brian W. Jones, pourrait être Quintus Petillius Cerialis. Le couple eut une fille, qui porta elle aussi le nom de Flavia Domitilla, et qui fut l'épouse de Titus Flavius Clemens et la mère de sept enfants, parmi lesquels leur oncle Domitien en destina deux à être ses successeurs.
Elle mourut avant même l'accession de son père à l'empire. Sous Domitien sa mémoire (à moins que ce soit celle de sa mère) reçut de nombreux honneurs, parmi lesquels l'attribution à titre posthume du titre d'Augusta ainsi que l'apothéose (rangée parmi les dieux elle était à présent qualifiée de diva). En outre, à Ferentium, un temple lui fut consacré.